# Sbrutsch
Der Sbrutsch (ukrainisch Збруч; polnisch Zbrucz) ist ein linker Nebenfluss des Dnister im Westen der Ukraine.
Er entspringt auf der Podolischen Platte und fließt in überwiegend südlicher Richtung. Dabei bildet er die Grenze zwischen den Oblasten Ternopil und Chmelnyzkyj. Am Flusslauf liegen  unter anderem die Städte Wolotschysk, Pidwolotschysk und Hussjatyn. Schließlich mündet er 5 km nordwestlich von Chotyn bei der Ortschaft Okopy in den angestauten Dnister.
Der Sbrutsch hat eine Länge von 247 km und entwässert ein Areal von 3300 km². Der mittlere Abfluss beträgt 7 m³/s.
Er bildete von 1772 bis 1918 die Grenze zwischen dem zur Habsburgermonarchie gehörigen Galizien und dem Russischen Kaiserreich  sowie von 1920 bis 1939 die Grenze der Zweiten Polnischen Republik zur Sowjetunion.